# Uxmal
Uxmal (vyslovováno "Ušmál") je ruina velkého a kulturně významného mayského města v Mexiku. Leží na poloostrově Yucatán asi 80 km jižně od Méridy v mírně zvlněné krasové oblasti. Město zažilo svůj rozkvět na konci 10. století n. l. Bezprostřední okolí Uxmalu se vyznačuje bohatými přírodními zdroji vody, ve kterých přetrvává dešťová voda z období dešťů po velkou část roku. Výhoda polohy mohla být pro založení města rozhodující. Uxmal byl spojen s jihovýchodně ležícím městem Kabah širokými a upravenými cestami (sacbe), avšak výchozí bod silnice v Uxmalu není znám.

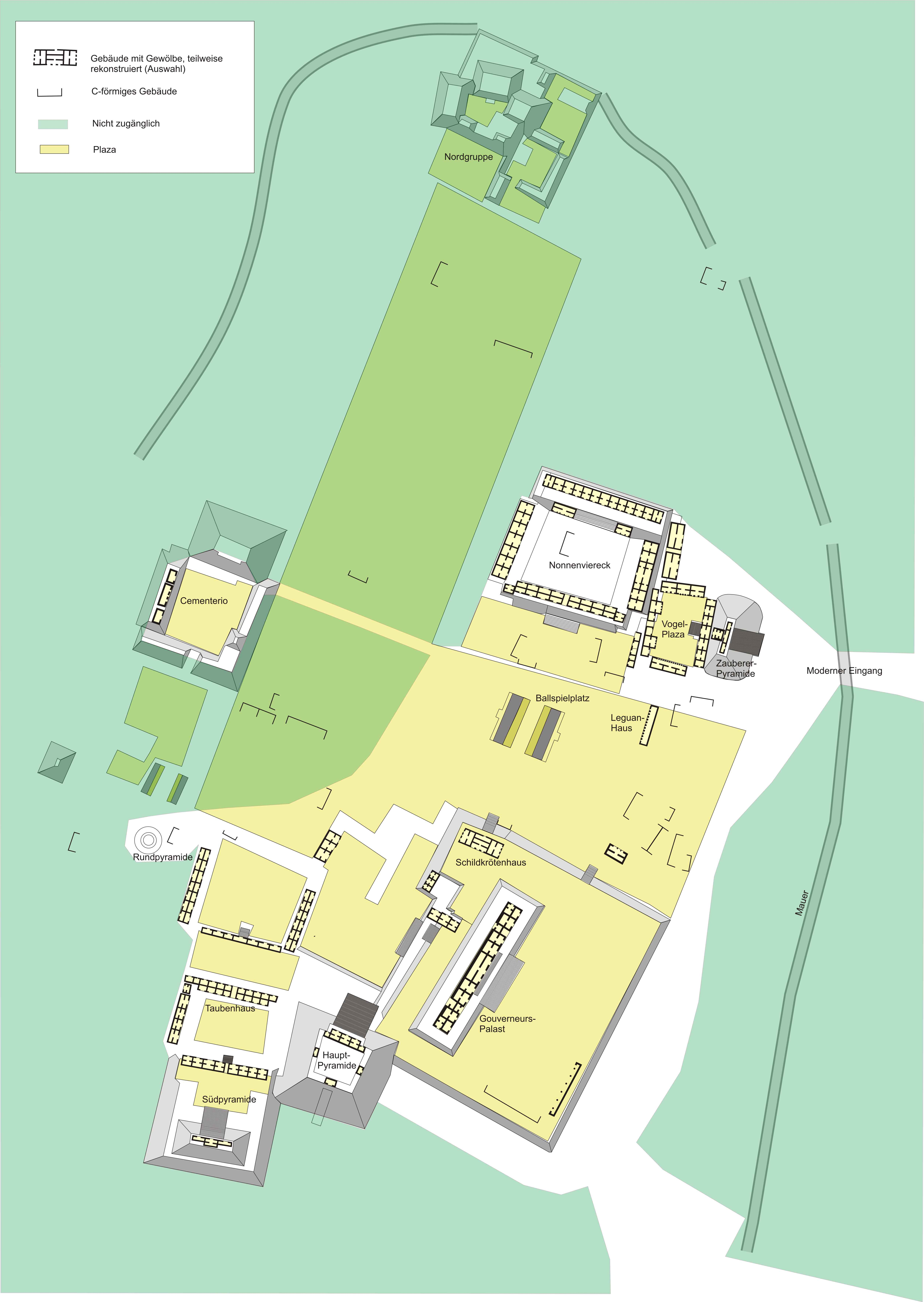
mapa centra města

Jméno Uxmal pochází pravděpodobně ze slova "ox-mal", což v yucatánské mayštině znamená "třikrát postaveno", a odkazuje to na to, že Mayové tuto stavbu několikrát přebudovávali. Vychází se z toho, že v oblasti města, které bylo obehnáno nízkou hradbou, žilo asi 25 000 lidí. Ze stylu, ve kterém byly dnes známé budovy postaveny, se odhaduje, že byly vystavěny mezi lety 700 a 1000. Uxmal je jediné místo, na jehož stavbách se setkáváme s charakteristickým pozdně uxmalským stylem.
Charakteristické pro Uxmal jsou velká, sbíhající se kvadratická náměstí, která jsou na všech stranách obklopena protáhlými budovami v klasickém puuckém stylu a jen zde se vyskytující pozdní variantě. Ve městě se tyčí pyramidy, které, jako většina budov v Uxmalu během osídlení města, byly neustále přestavovány a rozšiřovány. Mocná samostatná budova ležící na vyvýšené plošině je tzv. guvernérský palác.
Uxmal je dnes jedna z nejnavštěvovanějších památek Mayů, nabízející, díky zrestaurovanými budovám, pěkný pohled na původní vzhled města. Město bylo při připlutí Španělů v 16. století již nějakou tu dobu opuštěno.